# Тетрагидроксоаурат(III) калия
Тетрагидроксоаурат(III) калия — неорганическое соединение, 
комплексный гидроксид металлов калия и золота с формулой K[Au(OH)4],
образует кристаллогидрат — жёлтые кристаллы.

## Получение
- Концентрирование в вакууме раствора AuOOH в гидроксиде калия:

{\displaystyle {\mathsf {AuOOH+KOH+2H_{2}O\ {\xrightarrow {}}\ K[Au(OH)_{4}]\cdot H_{2}O}}}

## Физические свойства
Тетрагидроксоаурат(III) калия образует кристаллогидрат состава K[Au(OH)4]•H2O — жёлтые кристаллы.